# Ivoti
Ivoti is een gemeente in de Braziliaanse deelstaat Rio Grande do Sul. De gemeente telt 20.160 inwoners (schatting 2009).